# Semaeopus naltona
Semaeopus naltona är en fjärilsart som beskrevs av William Schaus 1901. Semaeopus naltona ingår i släktet Semaeopus och familjen mätare. Inga underarter finns listade i Catalogue of Life.